# La Cellette (Creuse)
La Cellette is een gemeente in het Franse departement Creuse (regio Nouvelle-Aquitaine) en telt 283 inwoners (1999). De plaats maakt deel uit van het arrondissement Guéret.

## Geografie
De oppervlakte van La Cellette bedraagt 21,3 km², de bevolkingsdichtheid is 13,3 inwoners per km².

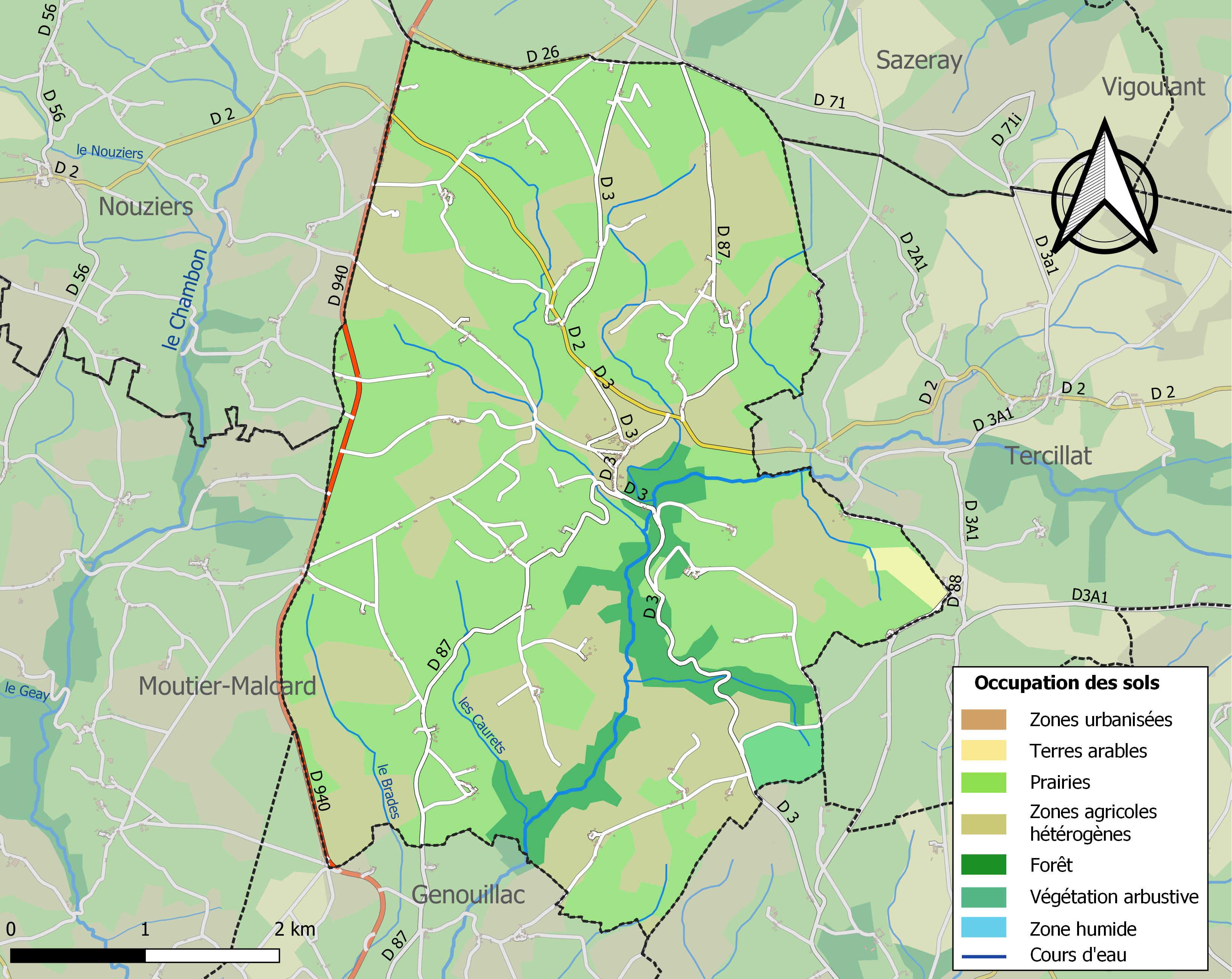
Kaart van de gemeente met de belangrijkste infrastructuur, bodemgebruik en omliggende gemeenten

## Demografie
Onderstaande figuur toont het verloop van het inwonertal (bron: INSEE-tellingen).